# Łuczniczka

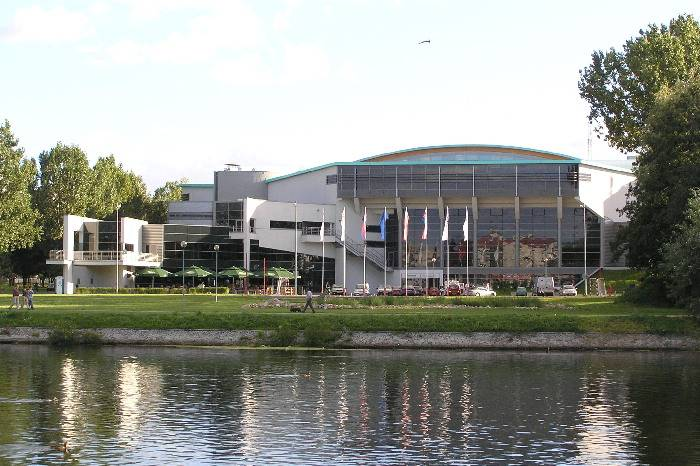
Die Łuczniczka

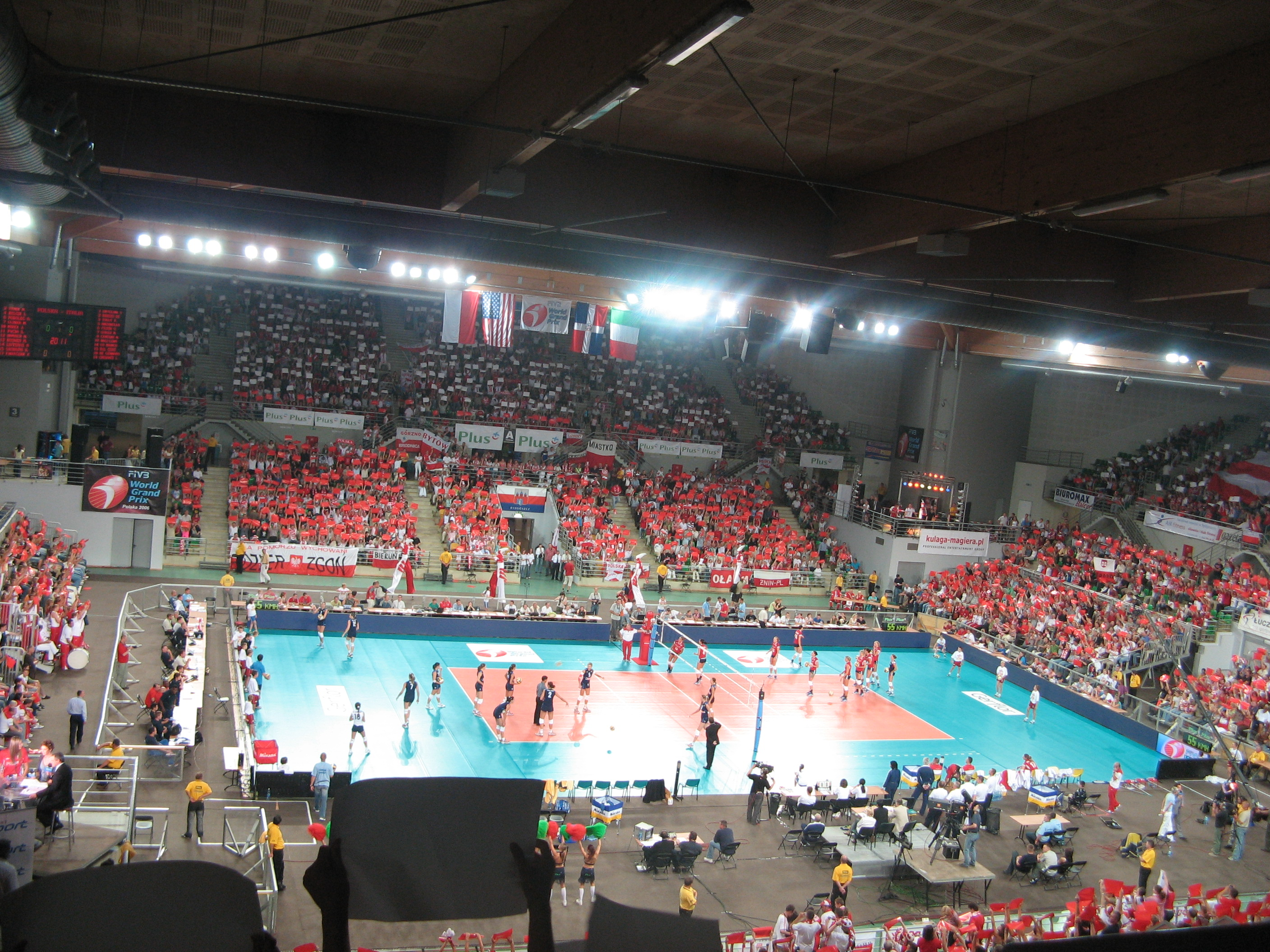
Innenraum während eines Spiels

Die Immobile Łuczniczka ist eine Mehrzweckhalle in der polnischen Stadt Bydgoszcz. Sie wurde am 11. Oktober 2002 eingeweiht und bietet 8.764 Zuschauern Platz. Sie ist unterirdisch mit der Artego Arena verbunden. Benannt ist sie nach der Statue der Bogenspannerin, einem Wahrzeichen der Stadt.

## Nutzung
Die Łuczniczka dient der Männervolleyball-Mannschaft Visła Bydgoszcz und der Frauenvolleyball-Mannschaft Pałac Bydgoszcz als Austragungsort für ihre Heimspiele. Spiele der Volleyball-Weltliga und des Volleyball World Grand Prix sowie einige der jährlich ausgetragenen All-Stars-Spiele der polnischen Männer-Basketballliga finden in der Halle statt. Sie wird außerdem für Konzerte, Messen und Ausstellungen genutzt.
- Volleyball-Europameisterschaft der Frauen 2009
- Basketball-Europameisterschaft der Herren 2009
- Basketball-Europameisterschaft der Damen 2011
- Volleyball-Weltmeisterschaft der Männer 2014